# Paratragon
Paratragon is een kevergeslacht uit de familie van de boktorren (Cerambycidae). De wetenschappelijke naam van het geslacht werd voor het eerst geldig gepubliceerd in 2002 door Teocchi & Sudre.

## Soorten
Paratragon omvat de volgende soorten:
- Paratragon jadoti Teocchi & Sudre, 2002
- Paratragon tragonoides (Lepesme, 1953)